# Atypophthalmus mjobergi
Atypophthalmus mjobergi är en tvåvingeart som först beskrevs av Edwards 1926.  Atypophthalmus mjobergi ingår i släktet Atypophthalmus och familjen småharkrankar. Inga underarter finns listade i Catalogue of Life.